# Scorzoneroides
Scorzoneroídes — род цветковых растений семейства Сложноцветные, включаемый в трибу Hypochaeridinae подсемейства Цикориевые. Ранее включался в состав рода Кульбаба и в некоторых источниках встречается под этим названием по настоящее время.
Преимущественно многолетние растения с безлистными стеблями, несущими несколько корзинок с жёлтыми язычковыми цветками.

## Ботаническое описание

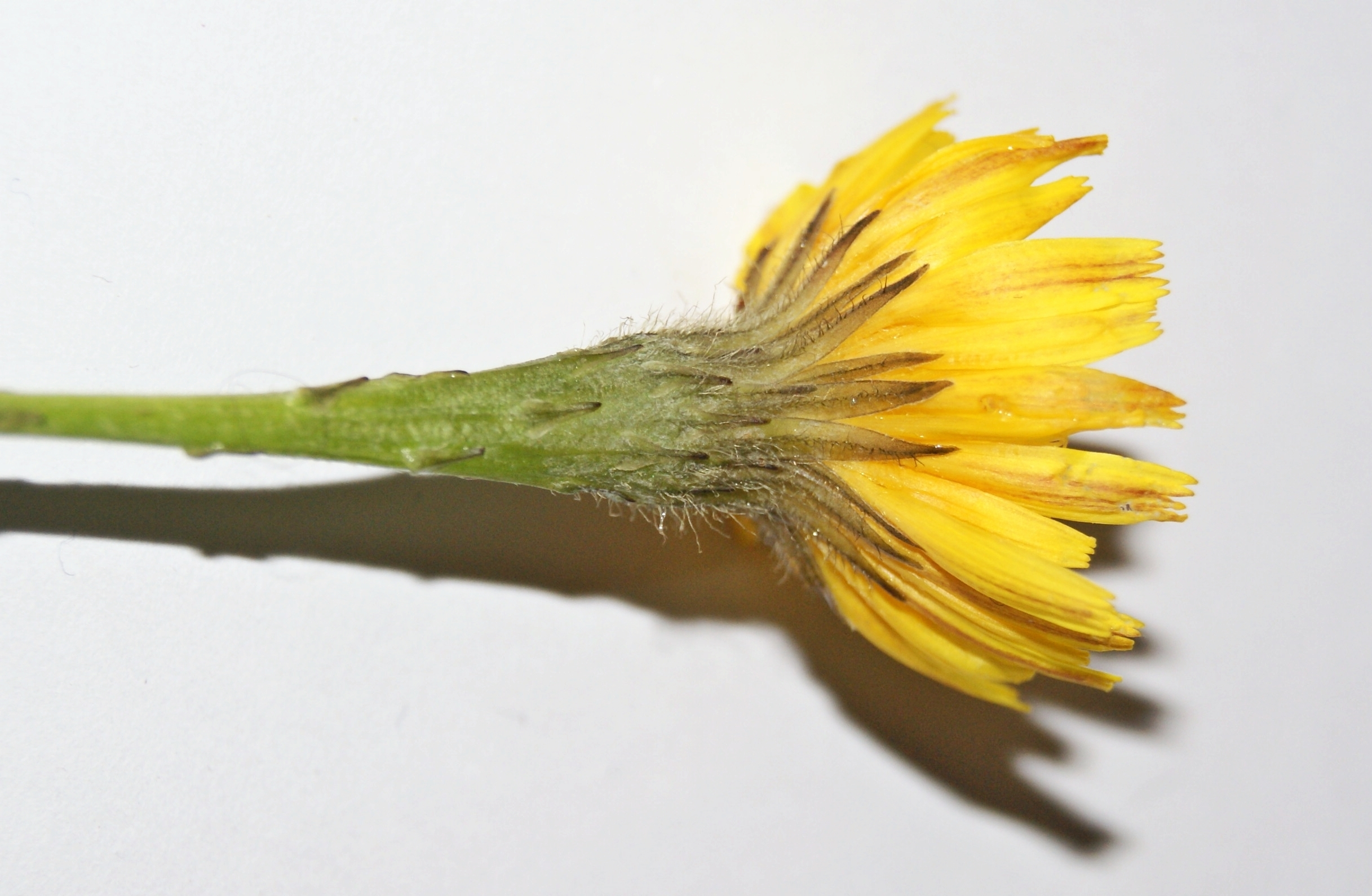
Корзинка кульбабы осенней. Листочки обёртки во многих рядах, переходят в чешуевидные прицветники стебля

Многолетние, редко однолетние, бескорневищные травянистые растения с млечным соком. Стебли-цветоносы одиночные или в числе нескольких, обычно разветвлённые, несущие корзинки, под корзинками расширенные, с мелкими чешуевидными прицветниками.
Листья прикорневые, от почти цельнокрайных до зубчатых и перисто-рассечённых, голые или с более или менее обильными простыми волосками.
Корзинки по 1—7 и более на цветоносе, до раскрывания не поникшие. Обёртка многорядная, листочки её переходят в прицветники на стебле. Цветки все обоеполые, язычковые, жёлтые, краевые — с красной полосой на внешней стороне венчика. Пыльники хвостатые, с удлинённым верхушечным отростком. Пестик покрыт коротким опушением, две лопасти рыльца длинные, тонкие. Цветоложе плоское, опушённое, не чешуйчатое.
Плоды — цилиндрические семянки с однорядным хохолком из перисто ветвящихся волосков. У некоторых видов краевые семянки лишены хохолка.
Базовые числа хромосом — x = 5 и x = 6. Полиплоиды известны у двух видов, в частности, у кульбабы осенней.

## Ареал
Представители рода распространены в Северной, Центральной и Западной Европе, а также в Средиземноморье и в Западной Азии.

## Название
Название Scorzoneroides было впервые использовано Себастьяном Вайяном в 1721 году. Оно образовано от названия другого рода растений у Турнефора — Scorzonera (Козелец) — и др.-греч. εἶδος — «внешний облик». Название Scorzonera связывают с исп. escorzonera и кат. escurçonera — названиями козельца испанского, образованными от кат. escurçó, либо с итал. scorzone, в свою очередь производными с лат. curtio — «ядовитая змея». По другой версии, это название происходит от итал. scorza — «кора» и nera — «чёрная», что относится к наружной окраске корней козельца.
Название рода Oporinia, предложенного для кульбабы осенней Дэвидом Доном в 1829 году, образовано от др.-греч. ὀπωρινός — «приходящийся на позднее лето», отсылает ко времени цветения растения. Это название использовалось при включении Scorzoneroides в состав рода Кульбаба в качестве секции или подрода.

## Классификация

### Систематика
В 1794 году при включении в состав рода вида Leontodon autumnalis Конрад Мёнх в книге Methodus описывал род следующим образом:

Scorzoneroides.
Соцветия обоеполые. Обёртка обратноконическая, листочки плотно прижатые. Семянки почти цилиндрические, неясно поперечно полосчатые. Хохолок краевых семянок сидячий, у срединных семянок на короткой ножке.
[…]
От Apargia отличается формой обёртки. Близок Scorzonera.
Оригинальный текст (лат.)
Flores hermaphroditi. Calyx inverse conicus: laciniis arcte adpressis. Pericarpia subcylindrica subtilissime transversim striata. Pappus radii sessilis, disci substipitatus.

Ab Apargia differt figura calycis. Scorzonera adfinis.
— Moench, C. Methodus plantas horti botanici et agri Marburgensis. — Marburgi, 1794. — Vol. 2. — P. 549. — 780 p.
В 1931 году Феликс Йозеф Виддер показал, что в пределах крупного рода Leontodon можно выделить две чётко ограниченные группы по характеру опушения: растения с якоревидными и многораздельными волосками и растения с исключительно простым опушением. Он предполагал обоснованность их возведения в самостоятельные роды, однако вплоть до своей последней работы 1975 года принимал их в ранге подрод.
В 1977 году Йозеф Голуб перенёс виды секции Oporinia подрода Oporinia Виддера (включавшего виды с простым опушением) в самостоятельный род Scorzoneroides, а виды секции Kalbfussia оставил в роде Leontodon, предполагая в дальнейшем выделить их в ещё один род.
В 2006 году группа исследователей из Вены во главе с Розабеллой Самюэл на основании молекулярно-филогенетических данных пришли к выводу о монофилетичности предложенных Виддером групп, а также о необходимости их разделения на уровне рода. Группа с многораздельными волосками оказалась наиболее близкой по отношению к родам Picris и Helminthotheca, а группа с простым опушением (включая Kalbfussia) — сестринской по отношению к кладе, включающей указанную группу и род Hypochaeris. При этом в пределах группы с простым опушением выделились две клады, однако, не совпавшие по объёму с секциями Oporinia и Kalbfussia Виддера. Позднее В. Гройтер и соавторы перенесли виды Kalbfussia в род Scorzoneroides.

### Таксономия[8]
Scorzoneroides Moench, 1794, Methodus 549 (1794)
Род Scorzoneroides относится к семейству Астровые (Asteraceae) порядка Астроцветные (Asterales). Кладограмма в соответствии с Системой APG IV:
|  |                                      |  |                                   |                                   |                    |  | ещё 10 семейств |               |                    |                                                                             |
|  |                                      |  |                                   |                                   |                    |  |                 |               |                    | 22 подтвержденных и 4 ожидающих подтверждения видов и инфравидовых таксонов |
|  |                                      |  |                                   | порядок Астроцветные              |                    |  |                 |               | род Scorzoneroides |                                                                             |
|  |                                      |  |                                   | порядок Астроцветные              |                    |  |                 |               | род Scorzoneroides |                                                                             |
|  | отдел Цветковые, или Покрытосеменные |  |                                   |                                   | семейство Астровые |  |                 |               |                    |                                                                             |
|  | отдел Цветковые, или Покрытосеменные |  |                                   |                                   |                    |  |                 |               |                    |                                                                             |
|  |                                      |  | ещё 63 порядка цветковых растений | ещё 63 порядка цветковых растений |                    |  |                 | ещё 1804 рода | ещё 1804 рода      |                                                                             |
|  |                                      |  |                                   | ещё 63 порядка цветковых растений |                    |  |                 |               | ещё 1804 рода      |                                                                             |

### Виды
По данным сайта Список растений Мировой флоры онлайн по состоянию на декабрь 2022г. в состав рода включались 22 вида в статусе подтвержденных и 6 таксонов (4 в ранге вида и 2 подвида), ожидающих подтверждения таксономического положения :
- подтвержденные виды
  - Scorzoneroides atlantica  (Ball)  Holub 
  - Scorzoneroides autumnalis  (L.)  Moench  — Кульбаба осенняя
  - Scorzoneroides carpetana  (Lange)  Greuter 
  - Scorzoneroides cichoriacea  (Ten.)  Greuter 
  - Scorzoneroides crocea  (Haenke)  Holub 
  - Scorzoneroides duboisii  (Sennen)  Greuter 
  - Scorzoneroides garnironii  (Emb. & Maire)  Greuter & Talavera 
  - Scorzoneroides helvetica  (Mérat)  Holub 
  - Scorzoneroides hispidula  (Delile)  Greuter & Talavera 
  - Scorzoneroides kralikii  (Pomel)  Greuter & Talavera 
  - Scorzoneroides laciniata  (Bertol.)  Greuter 
  - Scorzoneroides microcephala  (Boiss. ex DC.)  Holub 
  - Scorzoneroides montana  (Lam.)  Holub 
  - Scorzoneroides muelleri  (Sch.Bip.)  Greuter & Talavera 
  - Scorzoneroides nevadensis  (Lange)  Greuter 
  - Scorzoneroides oraria  (Maire)  Greuter & Talavera 
  - Scorzoneroides palisiae  (Izuzq.)  Greuter & Talavera 
  - Scorzoneroides pseudotaraxaci  (Schur)  Holub 
  - Scorzoneroides pyrenaica  (Gouan)  Holub 
  - Scorzoneroides rilaensis  (Hayek)  Holub 
  - Scorzoneroides salzmannii  (Sch.Bip.)  Greuter & Talavera 
  - Scorzoneroides simplex  (Viv.)  Greuter & Talavera
- таксоны, ожидающие подтверждения
  - Scorzoneroides carpetana subsp. duboisii  (Sennen)  Gallego 
  - Scorzoneroides hugueninii  (Brügger)  B.Bock 
  - Scorzoneroides jouffroyi  (Rouy)  B.Bock 
  - Scorzoneroides lannesii  (Rouy)  B.Bock 
  - Scorzoneroides nivatensis  (Merino)  Gallego 
  - Scorzoneroides pyrenaica subsp. cantabrica  (Widder)  Gallego